# Bulbophyllum laetum
Bulbophyllum laetum là một loài phong lan thuộc chi Bulbophyllum.